# Corey Yuen
Corey Yuen Kwai, también conocido como Cory Yuen o Yuen Kwei (元奎 | cantonés: Yuen Kwai | mandarín: Yuán Kuí) fue un actor, director, productor y coreógrafo de artes marciales chino, nacido en Hong Kong en 1951.

## Biografía
Ying Gang Ming empezó su adiestramiento de niño en la escuela de ópera de Pekín de los "Siete Pequeñas Fortunas" del maestro Yu Jim Yuen bajo el nombre artístico de Yuen Kwai junto a otros niños como Yuen Wah, Yuen Biao, Yuen Chu (Sammo Hung) y Yuen Lu (Jackie Chan). Entre los niños se cimentó una férrea amistad que perduraría durante muchos años. Al igual que sus compañeros, pronto empezó a trabajar en pequeños papeles en el cine, generalmente como extra o especialista cinematográfico. A mediados de los 70 empezó a colaborar en las coreografías de acción de varias películas de "serie B" y a finales de la década se unió al equipo de Yuen Woo Ping, destacando su intervención en Dance of the Drunk Mantis (1979) para la compañía Seasonal Film Corporation de Ng See Yuen. Fue precisamente Ng quien le dio a Yuen la oportunidad de dirigir su primera película, Ninja in the Dragon's Den (1982) con Hiroyuki Sanada y Conan Lee. Tras los buenos resultados en taquilla de Ultra Force 2 (1985) con Michelle Yeoh y Cynthia Rothrock, Ng le pidió a Yuen que dirigiera su primer proyecto internacional, Retroceder Nunca Rendirse Jamás (1986), que lanzó a Jean-Claude Van Damme. Esta satisfactoria experiencia se repitió más adelante en una serie taquilleros filmes como Lethal Weapon 4, Romeo debe morir, X-Men, Transporter, El monje y Blood: The Last Vampire. Yuen ha sido nominado a nueve Hong Kong Film Awards a la Mejor Coreografía de Acción, obteniéndolo por Fong Sai Yuk en 1993.